# Будилович, Антон Семёнович
Анто́н Семёнович Будило́вич (бел. Антон Сямёнавіч Будзіловіч; 24 мая (5 июня) 1846 — 13 (26) декабря 1908) — русский филолог, славист, публицист, популяризатор славянофильских идей, профессор и ректор Варшавского (1890—1892) и Дерптского (1892, с 1893 по 1901 Юрьевского) университетов, член-корреспондент Петербургской академии наук.

## Биография
Родился 24 мая (5 июня) 1846 года. Сын православного священника села Комотово Гродненского уезда Гродненской губернии. После польского восстания 1863 года, в ходе которого его отец получил от восставших приговор к смертной казни как «слишком русский», семья изменила фамилию со звучащей по-польски «Будзиллович» на русифицированный вариант «Будилович». В семье было 7 детей (пять сыновей и две дочери), в их числе старший сын Александр и младший Василий, будущий митрополит Евлогий.
Начальное образование получил в Жировецком духовном училище, после поступил в Литовскую духовную семинарию. Окончив средние классы семинарии и сдав экзамены на получение аттестата зрелости в Виленской гимназии поступил на историко-филологический факультет Санкт-Петербургского  университета. В 1868 году он окончил университет кандидатом с награждением золотою медалью за сочинение на предложенную факультетом тему «О литературной деятельности М. В. Ломоносова». Лето и зиму 1868 года провёл в заграничном путешествии по Франции и Германии. И по возвращении был оставлен в Петербургском университете для подготовки к профессорскому званию по славянской филологии. Научными руководителями его, с 1 октября 1868 по 1 октября 1870 года, были такие крупные учёные, как И. И. Срезневский и В. И. Ламанский.
С 25 октября 1869 года Будилович занял, по конкурсу, кафедру преподавателя (приват-доцентом, затем доцентом) славянских наречий в Петербургской духовной академии, а с 1 сентября 1871 года стал преподавателем славянских наречий в Петербургском историко-филологическом институте. В 1871 году он защитил магистерскую диссертацию «Исследование языка древнеславянского перевода XIII слов Григория Богослова по рукописи Императорской Публичной библиотеки XI века».
Преподавание в академии и институте оставил с 11 сентября 1872 года, поскольку был отправлен в двухлетнюю научную командировку по славянским странам. По возвращении в Россию, с 1 августа 1875 года был назначен исправляющим должность ординарного профессора Историко-филологического института князя Безбородко в Нежине — по предмету русско-славянской филологии.

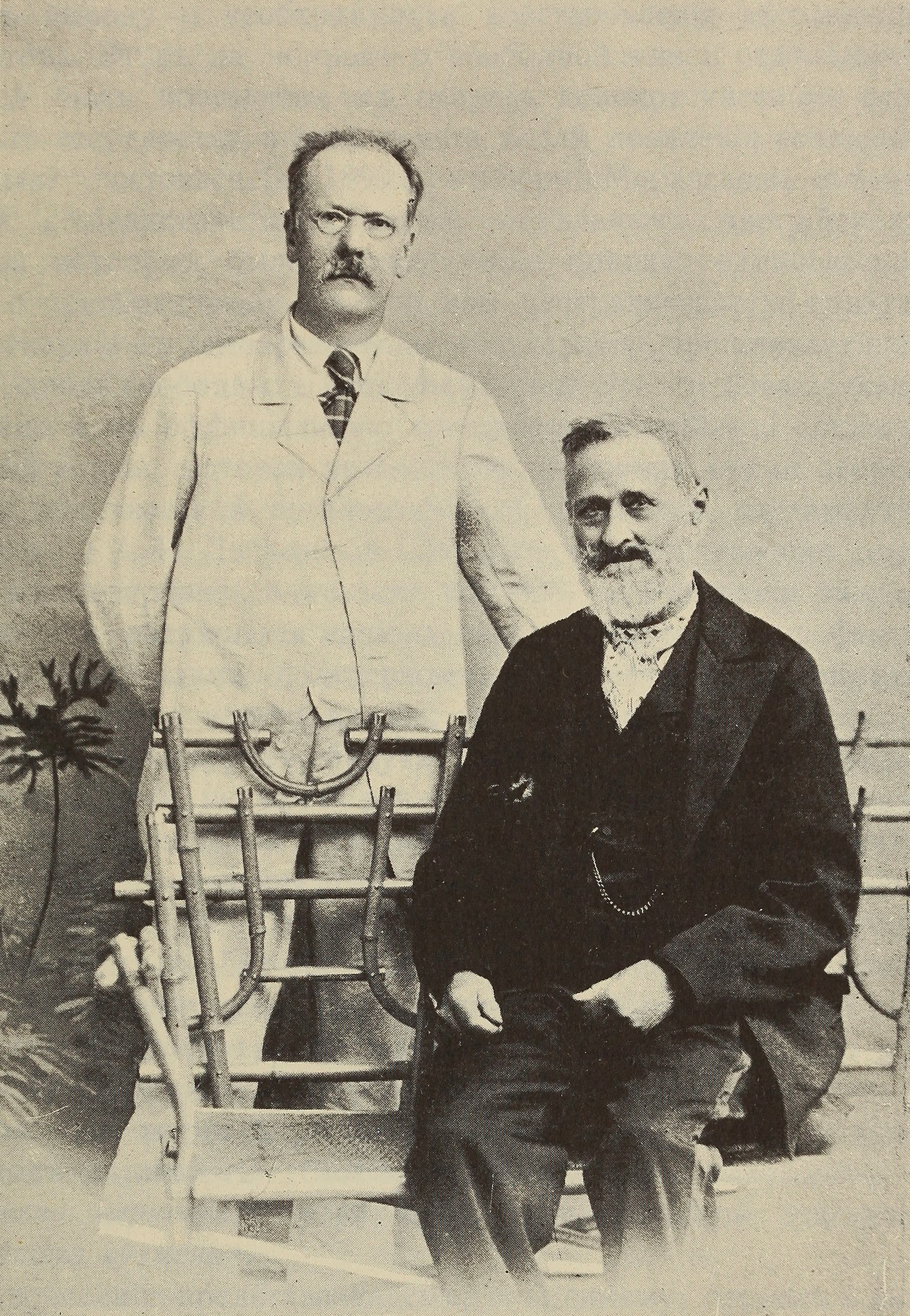
А. С. Будилович и А. И. Добрянский. Инсбрук, 1898 г.

В феврале 1878 года защитил докторскую диссертацию по теме славянской филологии: «Первобытные славяне в их языке, быте и понятиях, по данным лексикальным». Этот труд, напечатанный тогда же в Киеве, стал значительный вкладом в изучении сравнительно-исторического языкознания и лингвистической палеонтологии славян. В своём исследовании Будилович попытался установить основные лексико-семантические сферы общеславянского языка, относящиеся к верованиям, явлениям природы, занятиям, промыслам, ремёслам, пище, одеждам и украшениям, хозяйственным постройкам и сооружениям, домашней утвари, посуде и снарядам, играм и музыкальным орудиям и тому подобному.
В 1881 году его назначили в Императорский Варшавский университет ординарным профессором русского и церковнославянского языка, с совмещением должности декана историко-филологического факультета в 1887—1892 годах. С 1890 по 1892 он был ректором Варшавского университета.
С 29 декабря 1882 года — член-корреспондент Петербургской академии наук. Впоследствии был удостоен Академией двух золотых медалей за разбор конкурсных сочинений на премию имени А. А. Котляревского и премию графа С. С. Уварова. В 1891 году получил премию от Санкт-Петербургского Славянского Кирилло-Мефодиевского общества] премию за сочинение «Общеславянский язык в ряду других общих языков древней и новой Европы».
С 27 сентября 1892 года был назначен ректором Юрьевского университета. 18 мая 1901 года Будиловича назначили членом Совета министра народного просвещения, а в 1905 году он стал председателем Особого совещания по вопросам об образовании инородцев. Писал статьи на консервативно-патриотическую и славянскую тематику, которые печатались в некоторых газетах.
Антон Семёнович активно участвовал в деятельности Петербургского Славянского благотворительного общества, в котором он состоял товарищем председателя. Его увлекали славянофильские идеи, теория его учителя Ламанского о культурном единстве греко-славянского мира. Уделяя большое внимание вопросам славянского единения, Будилович много сделал и для благополучия русского народа. Основным направлением его деятельности стала проблема русских окраин. Он основал Галицко-русское общество и являлся первым его председателем. С Галицией его связывало и то, что он женился на дочери видного деятеля русского движения в Прикарпатской Руси Адольфа Добрянского Елене.
Во время революционных событий 1905—1907 годов Будилович вступил в первую монархическую партию России — «Русское собрание», а в 1906 году стал издавать «Окраины России» — газету, посвященную ситуациям на пограничных территориях Империи. К труду по изданию «Окраин России» вскоре присоединился Николай Дмитриевич Сергеевский, юрист и публицист. Помимо размещения в газете своих материалов он стал на свои средства издавать приложение к газете Будиловича — «Библиотеку „Окраин России“». В конце 1907 года из Окраинного отдела Русского собрания по инициативе Будиловича при поддержке Н.Д. Сергеевского и А.М. Золотарёва было создано «Русское окраинное общество», основными задачами которого являлось противодействие сепаратизму и антирусским настроениям среди инородцев. С 1 января 1908 года Будилович стал редактором-издателем газеты «Московские ведомости», сменив на этой должности В. А. Грингмута. В газете печатались многие крупные консервативные авторы того времени, в особенности члены Союза русского народа и Русского монархического собрания. Широко освещался в газете галицкий и холмский вопросы, в качестве корректора был приглашён галичанин Василий Иванович Янчак, который способствовал освещению этой темы. Также, с подачи Будиловича в газете печаталось много статей про положение славян на Балканах.
В отличие от своих братьев митрополита Евлогия и Александра Будиловича, членов фракции умеренных националистов в Государственной думе, Антон Будилович большую часть жизни был академическим ученым и прямого участия в политике не принимал. В конце жизни, после выдвижения митрополита Евлогия, он свою позицию изменил, и стал одним из видных деятелей Чёрной сотни.
Зимой 1908 года Антон Будилович находился в петербургской больнице, и не перенеся операции по удалению почки, скончался в ночь с 12 на 13 декабря. Похоронен он был в некрополе Александро-Невской Лавры.
Будилович был сторонником связи руси с готами, однако эта его концепция известна, главным образом, в передаче Е. Ф. Шмурло из его доклада на VIII археологическом съезде в Москве. Эту теорию критиковал Ф. А. Браун.

## Семья
- Сын — Борис (ум. 1920), филолог, коллежский секретарь.
- Дочь — Лидия (21 августа 1879—4 января 1951), жена юриста и философа П. И. Новгородцева

## Рекомендуемая литература
- РГБ. Ф.040. Будиловичи и Добрянский А. И.